# Da tổng hợp

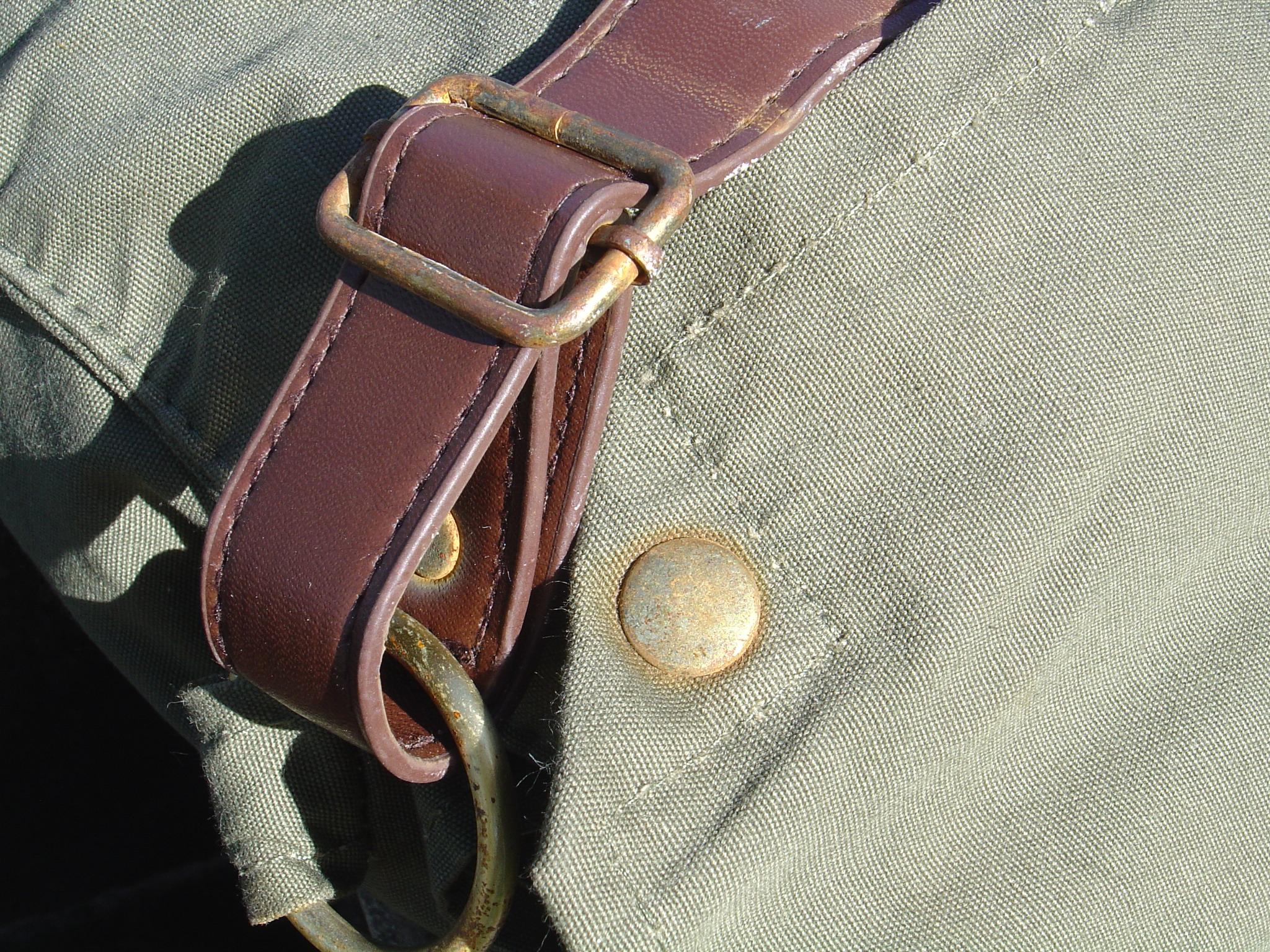

Da tổng hợp hay da nhân tạo, là vật liệu nhằm thay thế cho da thuộc dùng làm vải bọc, quần áo, giày dép và các mục đích khác, với nhu cầu sử dụng muốn có lớp hoàn thiện giống da thuộc nhưng do giá thành quá đắt hoặc không phù hợp, hoặc vì các vấn đề đạo đức. Da tổng hợp được biết đến dưới nhiều tên gọi, bao gồm leatherette, imitation leather, faux leather, vegan leather, PU leather (polyurethane), và pleather.

## Sản xuất
Có nhiều phương pháp sản xuất da giả khác nhau đã được phát triển.
Một phương pháp là sử dụng một loại lớp lót nhả hay còn gọi là giấy nhả dùng làm giấy đúc như một hình thức để hoàn thiện bề mặt, thường bắt chước kết cấu của da thuộc cao cấp. Giấy này giữ kết cấu cuối cùng ở dạng âm bản. Để sản xuất, giấy nhả được phủ nhiều lớp nhựa, như polyvinyl clorua (PVC) hoặc polyurethane, có thể bao gồm lớp hoàn thiện bề mặt, lớp màu, lớp bọt, chất kết dính, lớp vải, lớp hoàn thiện đảo nghịch. Tùy thuộc vào quy trình cụ thể, các lớp này có thể bị ướt hoặc đóng rắn một phần tại thời điểm tích hợp. Da sau đó được xử lý, loại bỏ giấy nhả và có thể tái sử dụng.
Một phương pháp lên men để tạo ra collagen, là hóa chất chính trong da thật, hiện đang được phát triển.